# Hiroto Miyauchi
Hiroto Miyauchi (宮内 寛斗 Miyauchi Hiroto?), född 23 januari 1998 i Kanagawa prefektur, är en japansk fotbollsspelare.
Miyauchi började sin karriär 2016 i YSCC Yokohama. Han spelade 8 ligamatcher för klubben.